# Johann Wilhelm Petersen (Bibliothekar)
Johann Wilhelm Petersen (* 24. Februar 1758 in Bergzabern; † 26. Dezember 1815 in Stuttgart), Pseudonym Johann Wilhelm Placidus, war ein deutscher Bibliothekar, Jurist und Schriftsteller.

## Leben
Johann Wilhelm Petersen war der Sohn eines Konsistorialrats und Hofpredigers. Am 9. November 1773 wurde er in die Karlsakademie in Stuttgart zum Studium der Rechtswissenschaft aufgenommen. Er war als Karlsschüler und in den folgenden Jahren mit Friedrich Schiller nah befreundet. Schiller teilte ihm das Manuskript seiner Räuber mit und erbat sich ein Urteil über dieses Schauspiel. In einem erhaltenen Bericht Schillers an den Herzog Carl Eugen von Württemberg über seine Mitschüler rühmt der Dichter an Petersen dessen aufrichtigen biederen Charakter und Freundschaftssinn. Die Freundschaft wurde erneuert, als sich Schiller 1793–1794 für ein halbes Jahr wieder in Ludwigsburg und Stuttgart aufhielt. Am 15. Dezember 1779 beendete Petersen sein Studium an der Karlsakademie und erhielt eine Anstellung als Unterbibliothekar an der Herzoglichen Öffentlichen Bibliothek in Stuttgart. 1786 wurde er Bibliothekar und war daneben von 1789 bis zu ihrer Auflösung Anfang 1794 Professor für Diplomatik, Numismatik und Heraldik an der Hohen Karlsschule. Im August 1794 wurde er, wohl wegen seiner freien politischen Gesinnung, entlassen, aber im November 1795 wieder eingesetzt. Er starb am 26. Dezember 1815 im Alter von 57 Jahren in Stuttgart.

## Werk
Petersen war nach den Schilderungen seiner Freunde ein guter, geselliger Kamerad, aber etwas zerfahren in seiner Lebensweise. Vor allem wird er als ein „starker Trinker“ geschildert. Friedrich Haug, wohl sein intimster Freund, charakterisierte ihn in Epigrammen häufiger als Alkoholiker. Mit Haug und dessen Geistesverwandtem Friedrich Christoph Weisser hing Petersen auch literarisch aufs engste zusammen. Er war wie sie dem Zeitalter der Aufklärung verpflichtet und daher auch Mitarbeiter des in seinen ersten Zeiten von diesen beiden namentlich geleiteten Morgenblatts. Doch offenbar beteiligte er sich nicht  an der von diesem Blatt geführten Fehde gegen die Romantiker. Seine Schriftstellerei bezieht sich zumeist auf kulturhistorische Gegenstände und zeugt oft von einer bedeutenden Belesenheit. Er verfasste aber keine größeren Werke.
Ein früher schriftstellerischer Versuch Petersens war die anonym herausgegebene Geschichte der deutschen National-Neigung zum Trunke (Stuttgart 1782). Ferner veröffentlichte er ebenfalls anonym eine Übersetzung der Gedichte Ossians (Die Gedichte Ossians neuverteutschet, Tübingen 1782; 2. Aufl. Tübingen 1808). Kleinere kulturhistorische Arbeiten, so eine Biographie des Theologen Johann Valentin Andreae, verfasste Petersen für das von ihm 1782/83 zusammen mit Friedrich Schiller und dem Professor Abel herausgegebene Wirtembergische Repertorium, von dem nur drei Ausgaben erschienen. Als ein denkender Kopf zeigte sich Petersen in der von der kurfürstlich-deutschen Gesellschaft zu Mannheim mit einem Akzessit gekrönten Preisschrift Welches sind die Veränderungen und Epochen der deutschen Hauptsprache seit Karl dem Großen und wie hat sie in jeder derselben an Stärke und Ausdruck gewonnen oder verloren? (Schriften der kurfürstlich-deutschen Gesellschaft in Mannheim, 1787, 3. Bd., S. 7–251). Das Akzessit bestand in einer goldenen Medaille, deren Wert 25 Dukaten betrug.
Unter dem Pseudonym Johann Wilhelm Placidus verfasste Petersen eine Litteratur der Staatslehre, von der jedoch nur die erste Abteilung 1797 oder 1798 in Stuttgart erschien. Im Morgenblatt publizierte er zahlreiche Artikel vermischten Inhalts und verschiedenen Titels, meist kulturhistorische Anekdoten, so u. a. Zu welcher Zeit war man in Deutschland über den Gespensterglauben erhaben? (1809, Nr. 137 ff.), Leibniz, als deutscher Briefsteller betrachtet (1812, Nr. 143) und Wie frühe ward Homer in Deutschland bekannt? (1812, Nr. 228). Wichtiger sind die in derselben Zeitschrift erschienenen Jugenderinnerungen Petersens an Schiller (Schillers früheste Jugendgeschichte bis zum Erwachen seines Dichtergeistes und Schiller im zweiten Zeitraume seiner Entwicklung, im Morgenblatt 1807, Nr. 164, 181, 182, 186, 201). Diese Mitteilungen sind wertvoll, da sie von einem dem Dichter in seiner Jugend nahestehenden Verfasser herrühren; ihr exakter Wert ist jedoch nicht ganz zweifellos.
Das Umfangreichste von Petersens Nachlass sind seine nach seinem Tod von Johann Friedrich Cotta erworbenen, von dessen Enkel 1866 (mit Ausnahme eines Manuskripts zu Schillers Jugendgeschichte) der königlichen öffentlichen Bibliothek in Stuttgart geschenkten Kollektaneen. Sie umfassen Aufzeichnungen zur Kulturgeschichte, besonders des deutschen Mittelalters, zur mittelalterlichen deutschen Literatur, zur Geschichte der Politik, zur Geschichte einzelner Wissenschaften, Württembergica und Miszellen. Diese Kollektaneen sind nicht zusammenverarbeitet, beweisen aber oft eine bedeutende Findigkeit und sind nicht selten aus sehr entlegenen, schwer auffindbaren Quellen geschöpft.

## Schriften (Auswahl)
- Geschichte der deutschen National-Neigung zum Trunke. Haug, Leipzig 1782 (Digitalisat).
- (Übersetzer): Die Gedichte Ossians neuverteutschet. Heerbrandt, Tübingen 1782 (Digitalisat).
- Welches sind die Veränderungen und Epochen der deutschen Hauptsprache seit Karl dem Grossen? und was hat sie in jeder derselben an Stärke und Ausdruck gewonnen oder verloren? : eine gekrönte Preisschrift. In: Schriften der Kurfürstlichen Deutschen Gesellschaft in Mannheim / Kurfürstliche Deutsche Gesellschaft (Mannheim). Bd. 3 (1787), S. 1–250.
- Sinnverwandte deutsche Wörter: Eine von der Kurfürstlichen deutschen Gesellschaft im J. 1791 gekrönte Preisschrift. In: Deutsche Synonymen oder sinnverwandte Wörter, Bd. 1, Frankfurt und Leipzig 1794 (Schriften der Kurfürstlichen Deutschen Gesellschaft in Mannheim; 1794, 10) (Digitalisat).
- Litteratur der Staatslehre. Ein Versuch. Bd. 1, Straßburg 1798 (Digitalisat).
- Einige Bemerkungen über die Königliche öffentliche Bücher-Sammlung in Stuttgart. Cotta, Stuttgart / Tübingen 1811.
- Friederich von Schillers Leben und Beurtheilung seiner vorzüglichsten Schriften: den Verehrern seiner Muse geweiht. Flick, Basel 1811.